# Wolfgang Grodd

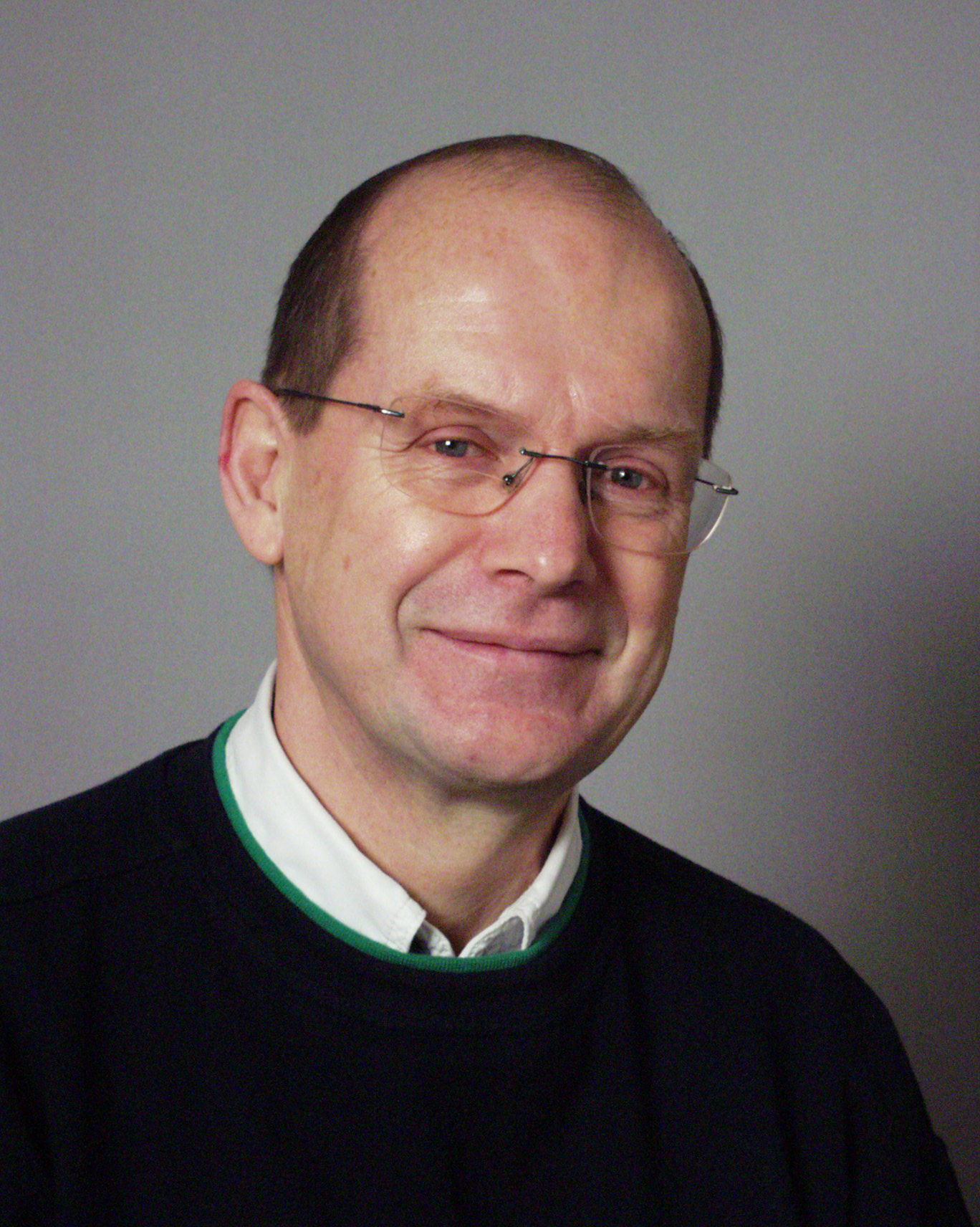
Wolfgang Grodd (2000)

Wolfgang Grodd (* 25. Juli 1942 in Detmold) ist ein deutscher Neuroradiologe. Er ist emeritierter Professor an der Universität Tübingen und bekannt für seine wissenschaftlichen Forschungsarbeiten zur Weiterentwicklung und Anwendung der strukturellen und Funktionellen Magnetresonanztomographie für neurobiologische Fragen und kognitive Prozesse. Aktuell ist Wolfgang Grodd als Gastwissenschaftler am Max-Planck-Institut für biologische Kybernetik tätig.

## Leben
Nachdem W. Grodd von 1959 bis 1964 Soldat auf Zeit bei der Bundeswehr war sowie eine Ausbildung als Techniker für Elektronik absolviert hatte, holte er 1968 am Westfalen Kolleg in Bielefeld sein Abitur nach und studierte von 1968 bis 1977 Biologie und von 1974 bis 1981 Medizin an der Universität Tübingen. Von 1972 bis 1975 war er  Stipendiat des Evangelischen Studentenwerks Villigst. Er erhielt 1977 das Diplom in Biologie und 1981 die Approbation als Arzt. Es folgte die Facharztausbildung zum Radiologen am Medizinischen Strahleninstitut der Universität Tübingen (1981–1986), die von 1984 bis 1985 durch einen DFG Forschungsaufenthalt am Department für Radiologie an der Universität von San Francisco unterbrochen wurde.
1987 wechselte er zunächst als Facharzt in die Abteilung für Neuroradiologie der Universität Tübingen, wo er von 1991 bis 1995 als Oberarzt tätig war. 1991 habilitierte er sich für das Fachgebiet Radiologie/Neuroradiologie über das Thema Experimentelle und klinische Untersuchungen zur volumen-selektiven Protonen-Spektroskopie des menschlichen Gehirns und erhielt im selben Jahr die Lehrbefugnis für das Fach Neuroradiologie. Im darauffolgenden Jahr wurde W. Grodd als Professor für Neuroradiologie an das Klinikum Steglitz der Freien Universität Berlin berufen, lehnte jedoch ab. Ab 1995 war er Professor und Leiter der wissenschaftlichen Sektion Experimentelle Kernspinresonanz des Zentralen Nervensystems am Universitätsklinikum Tübingen, wo er 2010 seine Abschiedsvorlesung hielt. Aktuell ist Grodd als Gastwissenschaftler am Department High-field Magnetic Resonance am Max-Planck-Institut für biologische Kybernetik tätig.

## Wissenschaftliche Schwerpunkte
- Klinische Anwendung der Protonen-Spektroskopie[7][8][9]
- Reifung, Fehlbildungen und Stoffwechselerkrankungen des kindlichen Gehirns[10][11][12]
- funktionelle Bildgebung bei Angst, Soziopathie, Humor und Lachen[13][14][15][16]
- Gedächtnisleistungen bei Alzheimer und Demenz[17][18][19]
- Sprachverarbeitung und Sprachproduktion[20][21][22][23]
- Funktionelle Anatomie von Kleinhirn und Thalamus.[24][25][26][27][28][29][30][31][32][33] Mit Funktioneller Magnetresonanztomographie (fMRI) konnte Grodd erstmals in der Kleinhirnrinde des Menschen somatotopische Aktivierungsareale für motorische Aktivitäten der Lippen, Zunge, Hände, und Füße nachweisen.
- Kognitive Verarbeitung visueller Prozesse[34][35][36][37][38][39]

## Auszeichnungen
Für seine Forschungstätigkeit wurde Grodd 1988, 1989, 1992 und 1998 mit dem Kurt-Decker-Preis der Deutschen Gesellschaft für Neuroradiologie ausgezeichnet. 1989 erhielt er den Preis der Deutschen Gesellschaft für Neurotraumatologie.

## Mitgliedschaft in wissenschaftlichen Vereinigungen
Neben der Deutschen Röntgengesellschaft (DRG) war Grodd Mitglied in der European Society of Magnetic Resonance in Medicine and Biology (ESMRMB) und der European Society of Neuroradiology (ESNR). Weitere internationale Vereinigungen, in denen Grodd wissenschaftlich aktiv ist, sind die International Society for Magnetic Resonance in Medicine, die Radiological Society of North America (RSNA), die American Society of Advancement of Science (AAAS), die Society for Neuroscience (SNS) sowie die International Society Human Brain Mapping (HBM).

## Publikationen
Grodd ist Autor oder Co-Autor von über 250 Publikationen in neurowissenschaftlichen Zeitschriften und 26 Kapiteln in Monografien und Büchern.